# Woldzijlvest
Het Woldzijlvest was een waterschapsorganisatie, die het noordelijke deel van het landschap Duurswold met de dorpen Schildwolde, Hellum en Siddeburen besloeg. Dit gebied waterde via het Schildmaar, het Schildmeer en De Groeve af op het Damsterdiep bij Appingedam. De term wold geeft aan dat het oorspronkelijk om een middeleeuwse hoogveenontginning ging. Na totstandkoming van het Eemskanaal is het Woldzijlvest in 1871 grotendeels opgegaan in het waterschap Duurswold. De gebieden ten noorden van kanaal gingen tot het waterschap Fivelingo tellen.

## Historie
De oudste berichten over het Woldzijlvest dateren uit 1412. In dat jaar werd bevestigd dat de ingelanden niet verplicht waren tot onderhoud van de Drie Delfzijlen, hoewel ze daar via het Damsterdiep wel op uitwaterden. Deze situatie bestond volgens zegslieden al meer dan honderd jaar. Als reden hiervoor werd later gesteld dat de ingelanden in de eerste plaats verantwoordelijk waren voor hun eigen binnendijken, afwateringskanalen en sluizen. Als binnendijken fungeerden de Ritzerdijk in het zuiden langs het latere Slochterdiep en de kaden langs het Schildmeer en De Groeve. Daarnaast hield het Woldzijlvest tevens toezicht op de Graauwedijk, die grotendeels in het Slochter zijlvest lag. Deze binnendijken moesten voorkomen dat er wateroverlast uit naburige gelegen streken zou ontstaan.
Het belangrijkste afwateringskanaal was De Groeve, ook wel Schildgroeve of Damstermaar genoemd. In de vijftiende eeuw maakte men tevens gebruik van het Garreweerstermaar, dat later onder (mede)toezicht van het Dorpster zijlvest kwam. Beide waterlopen werden afgesloten met een sluis bij de Delve oftewel het Damsterdiep. In 1534 was sprake van een olde zijl aan het einde van de westelijke stadsgracht rond Appingedam. Als hoofduitwatering fungeerde inmiddels de Boltenzijl (Heer Bowtenzijl) vlak ten oosten van de stad. Die werd omstreeks 1600 vervangen door de Branderzijl (Brandesijl) verder oostelijk. De bijbehorende brug over De Groeve stond bekend als Crabben Tyll (1545) of Kruptil. Het Garreweersterzijltje bleef vermoedelijk wel van betekenis voor de landerijen ten noorden van het Schildmeer, die gedeeltelijk tot het Slochterzijlvest behoorden. Volgens een achttiende-eeuws schouwregister was het Garreweerstermaar gemeenschappelijk bezit van de betrokken zijlvesten.
De zijlen in Appingedam werden ook gebruikt door de landerijen aan beide zijden van De Groeve, namelijk de buurtschap Oling en het Damsterhamrik ten westen van de Scharreweersterweg, die hun water via duikers (pompen) in De Groeve loosden. In ruil daarvoor betaalden deze mee aan het onderhoud van de Groeve en de zijlen. Het Woldzijlvest betaalde 3/4 deel, het zijlrecht van Oling 1/6 en het schuttengericht van Appingedam 1/12 deel.
Over de oudste geschiedenis van het Woldzijlvest is verder weinig bekend. Waarschijnlijk waren de drie dorpen al betrokken bij het graven van het Garreweerstermaar. De sporen van de werking van eb en vloed suggereren dat dit al voor de aanleg van sluizen en zeedijken in de twaalfde eeuw moet zijn gebeurd. Het Garreweerstermaar vormde een alternatief voor de afwatering via het Schildmaar in de richting van de Fivel, die in de loop der eeuwen steeds moeizamer verliep. De Groeve zal mogelijk in het begin van de veertiende eeuw tot stand zijn gekomen. De naam geeft aan dat het om een gegraven waterloop gaat; bij het graven richtte men zich op de kerken van naburige dorpen.
Om wateroverlast uit het noorden te voorkomen werd vervolgens de Graauwedijk aangelegd, die midden door het grondgebied van het Slochter zijlvest loopt. Mogelijk men daarbij gebruik van bestaande leidijken langs de veenrand. De naam Graauwedijk - eveneens gerelateerd aan het woord 'graven' - suggereert een relatie met het gebied dat uitwaterde op De Groeve. De oudste vermelding van de Graauwedijk dateert uit de vijftiende eeuw. De Kroniek van Wittewierum vermeldt een binnendijk langs de Delf, die "min of meer uit naijver" was gebouwd. Na een doorbraak in 1248 stroomde het zeewater ongehinderd over het akkerland in de zuidelijke Woldstreek. Misschien werd hiermee de Graauwedijk bedoeld; de kroniekschrijver kan hiermee echter ook de Delfdijk hebben bedoeld. In het verlengde van de Graauwedijk lag een binnendijk bij Appingedam, die mogelijk Warrent heette.
De Graauwedijk en de Ritzerdijk werden onderhouden door de aanwonenden. De onderhoudsplicht berustte in 1470 op sommige vennen, die leggen aen de Ratzerdijck offte Grouwen Dijck alsoo veer als die van oldes op hebben gestrecket in't zuiden offte in het oosten. Zij vielen onder het Woldzijlvest en hoefden daarom niet bij te dragen aan het onderhoud van de Drie Delfzijlen. Door de lage ligging raakte het gebied echter grotendeels verlaten. De eigenaren van de landerijen woonden in 1579 in ver afgelegen dorpen als Slochteren, Woltersum, Ten Post, Garrelsweer, Loppersum, Wirdum, Zeerijp en Leermens. Ook lager gelegen medenland, dat vanouds werd gebruikt door de boeren van Schildwolde, Hellum en Siddeburen was geheel vrijsteld van dijk- en zijllasten, in tegenstelling tot het medenland dat door boeren uit Slochteren en Kolham werd gebruikt. De landerijen lagen door elkaar en hun status was vaak niet duidelijk, waardoor veel conflicten ontstonden. Hoe deze gecompliceerde situatie is opgelost, is onduidelijk. Delen van dit gebied tussen Schildmaar en Graauwedijk, die eerder onder het Slochter zijlvest vielen, werden in de 19e eeuw tot het Woldzijlvest gerekend. Dat geldt ook voor het zijlrecht van Denemarken, dat vanaf de 16e eeuw in zijn geheel bij het Woldzijlvest werd gerekend. De landerijen ten noorden van het Schildmaar gingen daarentegen over naar het Slochter zijlvest. De scheppers van het Woldzijlvest bleven toezicht houden over de Graawedijk, de Ritzerdijk en de daarin liggende duikers.
Het Woldzijlvest was vanouds verantwoordelijk voor het onderhoud van de Woldweg of Hogeweg ten oosten van Kolham. Deze weg liep van Groningen naar Appingedam en vormde een alternatief voor Stadsweg langs het Damsterdiep. Daarnaast was men verplicht gedeelten van deze weg tussen Kolham en Groningen te onderhouden. Vanwege de hoge waterstanden waren de wegen vaak moeilijk toegankelijk. Het scheepvaartverkeer met kleine woldscheepjes speelde in de Woldsttreek daarom een grote rol. Of de Branderzijl ook voor schepen passabel was, is niet bekend.
De afwatering van het Woldzijlvest kwam op het einde van de achttiende eeuw in het gedrang door de bouw van poldermolens, die het water in De Groeve en het Schildmeer steeds hoger opstuwden. De dijken, die inmiddels 1.50 m hoog waren, braken geregeld. Daarom werd het Damsterdiep in 1819 omgeleid door het Nieuwe Diep ten zuiden van Appingedam. Het water van De Groeve kon zodoende gemakkelijker wegstromen. De Brandersluis kwam te vervallen.
Op het grondgebied van het Woldzijlvest ontstonden de molenpolders  Schildjerpolder (1791), Zandwerf (1792), Kloosterpolder (1799), Leeghwater (Spijkmolen) (1799), Loegsterpolder (1800), (Wester) Tjuchemer- of Steendammerpolder (1803), Zandjermolenpolder (voor 1816), Ruigsterpolder (voor 1816) en Veensterpolder (1818). De polders De Duif (voor 1816) en De Goedheid (1850) lagen in een gebied rond Laskwerd dat eerder tot het Woldzijlvest werd gerekend. De Tetjehornerpolder (1799), Leeghwaterpolder (1799), Overschildjerpolder (1815), Olingerpolder (1819), De Arend (1828) en De Goedheid (1850) maakten eveneens gebruik van de boezem van het Woldzijlvest.

## Organisatie
Het bestuur bestond uit een opperste schepper (later president genoemd), vier scheppers en acht zijlvesten of zijlrechters. Als opperste schepper fungeerde tot 1594 de abt van het klooster Gratia Sanctae Mariae te Schildwolde. De functie van president werd in 1755 vervuld door de heer van de Fraeylemaborg te Slochteren, wiens voorgangers als besitter van de clooster eed de rechten van het klooster hadden overgenomen.
De kerspelen Schildwolde, Hellum en Siddeburen vormden ieder een afzonderlijke schepperij. Siddeburen leverde twee scheppers en twee zijlvesten, de beide andere schepperijen één schepper en drie zijlvesten.
Elke schepperij had verder vier wegrechters, die toezicht hielden op wegen, sluizen en watergangen. Zij vervulden bovendien een aantal taken die elders door buur- of markerechters werden waargenomen. In 1544 en 1755 werden reglementen voor het wegrecht opgesteld. De oudste bekende reglementen van het Woldzijlvest dateren uit 1534 en werden met aanvullingen in 1660 gedrukt.
Tot de bezittingen het Woldzijlvest behoorden in 1832 onder andere het Schildmeer en De Groeve (de laatste samen met Appingedam en Oling in het Dorpsterzijlvest), delen van de Oude Wijmers, van de sloot langs de Graauwedijk en van het Enzelensermedenermaar, verder een strook land langs de Woldweg, een strook land langs de Siddebuurster Schipsloot en een voormalige laan vanuit het westeinde van Siddeburen naar het Schildmeer, wellicht het restant van een vroegere binnendijk of een voorloper van de 16e-eeuwse Schipsloot. Bij Steendam bezat het waterschap een weilandje aan het water bij de uitmonding van de Borgwatering. Mogelijk was dit het terrein van de wedmansboom, een holle boom waarvan voor 1900 verteld werd dat de kleine kindertjes eruit kwamen. Andere bezittingen werden al eerder aan de gemeente overgedaan of verkocht aan particuliere bezitters. 
De visserij op het Schildmeer was vermoedelijk al in de 16e of 17e eeuw in handen geraakt van de adellijke familie Rengers te Hellum, en na 1660 van de heren van Schattersum (sinds 1822 Wijchgelsheim) te Schildwolde. Die boden het nog in 1877 met de buitenplaats te koop aan, waartegen het waterschap Duurswold bezwaar maakte.

## Indeling
Volgens een verklaring uit 1422 viel het gebied van het kloostervoorwerk te Laskwerd ten oosten van De Groeve (by oester sydt des Damsteren maers) vanouds onder het Woldzijlvest en het kerspel Siddeburen. Wanneer dit gebied bij het Dorpsterzijlvest en het kerspel Tjamsweer is gevoegd, is onbekend. Wester-Tjuchem viel in de 18e en 19e eeuw kennelijk eveneens onder het Woldzijlvest, Ooster-Tjuchem onder het Oostwoldzijlvest. De Ritzerklauw werd vermoedelijk in de zestiende eeuw samengevoegd met Denemarken, waarvan de verspreide landerijen eerst tot het Slochterzijlvest behoorden.
Het Woldzijlvest onderhield samen met de Olinger eed en een deel van de Zuiddamster eed van het Dorpsterzijlvest tevens de Branderzijl, die bij de aanleg van het Nieuwe Diep in 1819 werd verwijderd. Deze Branderzijl had een afzonderlijke sluiswachter of waarman.
Het Woldzijlvest maakt met de waterschappen Oling en Damsterhamrik gezamenlijk het Branderzijlvest uit. De drie genoemde deelen hebben elk een zelfstandig en te zamen een algemeen bestuur. Dit zijlvest had vroeger zijne uitwatering door de Branderzijl, het heeft nog het recht in De Groeve een verlaat te leggen en zich daardoor van den waterstaat van het zijlvest der Drie Delfzijlen af te scheiden, volgens contract van 25 Julij 1817.
| Schepperij  | Zijleed                    | Kerspel             | Rechtstoel          | Belangrijkste watergang                                                                                                   | Opmerkingen                                                                |
| ----------- | -------------------------- | ------------------- | ------------------- | --- | -------------------------------------------------------------------------- |
| Schildwolde |                            |                     |                     | |                                                                            |
|             | Ritzer of Westersche klauw | Slochteren          | Slochteren          | Rijpsloot (tot 1647) | Genoemd naar de Ritzerdijk; samengevoegd met Denemarken (Slochterzijlvest) |
|             | Moeshornster klauw         | Schildwolde         | Slochteren          | Schipsloot | Hiertoe behoorde ook de Kloosterklauw                                      |
|             | Overhofster klauw          | Schildwolde         | Hellum              | Schipsloot | Ten westen van de kerk                                                     |
|             | Uiterbuurster klauw        | Schildwolde         | Hellum              | | Buteburen                                                                  |
| Hellum      |                            |                     |                     | |                                                                            |
|             | Wester of Jeldingaklauw    | Schildwolde         | Hellum              | | Clufft in Boyingen buren, Boyngeburen                                      |
|             | Menolda klauw              | Hellum              | Hellum              | | Eeldijnge Buijrklufft of Eeldingebuur kluft                                |
|             | Hofster klauw              | Hellum              | Hellum              | Schipsloot | Eewijnge klufft of Eewungebuur kluft                                       |
|             | Ooster klauw               | Hellum              | Hellum              | | Tjaddebornder klufft of Tjaddebornde buur kluft                            |
| Siddeburen  |                            |                     |                     | |                                                                            |
|             | Wester klauw               | Siddeburen          | Siddeburen          | | ten oosten van de Kloosterlaan (?)                                         |
|             | Uiterbuurster klauw        | Siddeburen (Hellum) | Siddeburen (Hellum) | Schipsloot (in 1544 verlengd naar De Vennen), Garreweerstermaar en De Groeve (gemeenschappelijk met het Dorpsterzijlvest) | Dodinge klauw? Met aanvankelijk ook Laskwerd                               |
|             | Menteda klauw              | Siddeburen          | Siddeburen          | Gaarmaar |                                                                            |
|             | Ooster of Hofster klauw    | Siddeburen          | Siddeburen          | | Cluft oostzijdt Sijdebuirster kerkhoff (met Wester-Tjuchem?)               |